# Zell unter Aichelberg
Zell unter Aichelberg là một thị trấn thuộc huyện Göppingen ở Baden-Württemberg ở miền nam Đức. Đô thị này có diện tích 6,39 km², dân số thời điểm 31 tháng 12 năm 2020 là 3162 người.